# Eusebi Corominas i Cornell
Eusebi Corominas i Cornell (Corçà, 2 de setembre de 1847 – Barcelona, 25 de març de 1928) fou un periodista i polític català, diputat a les Corts Espanyoles durant la restauració borbònica.

## Biografia
Va néixer el 2 de setembre de 1847 a Corçà, fill de Josep Corominas natural de Palafrugell i Maria Cornell natural del mateix Corçà.
Va militar al Partit Republicà Democràtic Federal, si bé amb la restauració borbònica s'inclinà cap al castelarisme i més tard s'incorporà a la Solidaritat Catalana (1907), sent víctima d'un atemptat lerrouxista contra ell i altres dirigents unionistes, en el que va resultar ferit de bala Francesc Cambó. Fou diputat a les Corts Espanyoles per Torroella de Montgrí (1872 i 1873), Girona (1905 i 1907) i alcalde accidental de Barcelona el 1904.
Va exercir de director de La Publicidad entre 1878 i 1906. Redactà les crítiques d'art i de política internacional a El Diluvio. Va ser president de l'Associació de Premsa de Barcelona (1913) des d'on impulsà el mutualisme periodístic.